# Devil May Cry
Devil May Cry (デビルメイクライ?, Debiru Mei Kurai) è un videogioco per PlayStation 2 del 2001, prodotto dalla Capcom. È un videogioco d'azione con forti elementi esplorativi. Il giocatore deve affrontare una serie di livelli dal design gotico, accompagnato da una colonna sonora heavy metal costante che enfatizza i continui combattimenti. Il protagonista è Dante, un mezzo demone e figlio del demone Sparda e dell'umana Eva. Questo primo capitolo è il secondo della serie in ordine cronologico.

## Trama
Il filmato introduttivo mostra la narrazione delle gesta di Sparda, un antico demone che si oppose ai suoi stessi simili in favore del genere umano in una guerra fra le due razze. Sparda sconfisse ed esiliò i suoi simili, impedendo loro di poter tornare fra gli uomini bloccando ogni possibile passaggio fra mondo demoniaco e mondo umano. Egli regnerà poi diversi anni sulla Terra, diventando leggenda e venendo successivamente soprannominato "Il leggendario cavaliere nero".
Lo scenario cambia e si vede una donna piovere dal cielo che atterra in un vicolo di periferia, dove è situato un negozio dal nome Devil May Cry. All'interno c'è un uomo con un lungo abito rosso e stivali neri che si lamenta per l'assenza di incarichi interessanti dopo l'ennesima chiamata rifiutata. In quel preciso momento, la donna vista poco prima irrompe nell'edificio sfondando l'ingresso a bordo di una moto ed inizia a porre diverse domande. Inizialmente l'uomo non appare interessato ma la nuova arrivata sembra conoscerlo molto bene: sa che egli è Dante, mezzo demone figlio del leggendario demone Sparda, e che diversi anni prima ha perduto la madre ed il fratello a causa delle forze demoniache. Dante impugna una spada con la quale minaccia la donna e, dopo un breve commento, i due iniziano a combattere: Dante vince lo scontro e tiene la ragazza sotto tiro di pistola, ma la ragazza lo esorta a fermarsi chiedendo di ascoltare ciò che ha da dirgli.
La ragazza si presenta dicendo di chiamarsi Trish: Dante rimane stupito nel vedere che assomiglia moltissimo a sua madre Eva, una donna dai capelli biondi morta anni prima per proteggere Dante e suo fratello dai demoni. Trish ha attaccato Dante per avere una dimostrazione dei suoi poteri, inoltre spiega che è giunta fin lì per chiedere il suo aiuto: Mundus, imperatore dei demoni e nemico di Sparda, è risorto 20 anni fa ed ora che ha riacquistato le forze è intenzionato a conquistare il mondo degli umani, cosa che prima non era riuscito a fare a causa dell'intervento del padre di Dante. Trish aggiunge che Mundus è pronto ad aprire la porta di Mallet Island, isola su cui sorge un castello.
Giunti alle porte del vecchio castello abbandonato dell'isola, Trish afferma che è meglio indagare separatamente e si allontana da Dante. Esplorando il castello, Dante scopre che esso pullula di creature demoniache di ogni genere, inoltre attraverso vari documenti e scritti del castello scopre che gli abitanti compivano atti macabri, specie durante la notte. Nel suo cammino, Dante giunge presso una cappella infestata presso la quale è custodito un manufatto: mentre è sul punto di impossessarsene, davanti al mezzo demone compare Phantom, un demone ragno con una coda di scorpione che ha la capacità di comandare la lava ed il fuoco. Dopo uno scambio di battute, i due iniziano a combattere: lo scontro vede Dante come vincitore e Phantom fugge.
Dopo aver sconfitto Phantom, Dante giunge in un'altra particolare stanza del castello dove all'interno di essa vi è un grande specchio stregato. Non appena se ne va, il suo riflesso allo specchio si volta autonomamente e valica la cornice dello specchio, avvicinandosi di soppiatto all'uomo. Dante si volta a guardarlo e il riflesso assume la forma di un demone, conosciuto come Nelo Angelo. Il mezzo demone è alquanto sorpreso dato che non si aspettava di trovare qualcuno con del fegato in quel posto. Nelo Angelo non dice nulla, ma esorta Dante a seguirlo in un cortile dove potranno combattere. A seguito di un lungo duello, Nelo Angelo riesce ad atterrare Dante e a prenderlo per la gola. Dal cappotto di Dante esce improvvisamente un grande gioiello: quando lo vede, Nelo Angelo molla la presa e scappa via.
Dante prosegue le indagini finché non si imbatte nuovamente in Phantom: questa volta lo sconfiggerà definitivamente. All'improvviso, la scena si sposta su Trish, che dichiara nuovamente di essere stupita dai poteri del figlio di Sparda. Procedendo nell'esplorazione, Dante decide di lasciare momentaneamente l'interno del castello per concentrarsi su delle zone vicine. Egli giunge prima in un'arena: qui affronta il demone aquila Griffon. Dopo averlo sconfitto ed essere uscito dall'arena, vi è un altro scontro con Nelo Angelo: questa volta il demone viene sconfitto ma riesce a fuggire via. Giunto nei pressi di una nave fantasma, Dante affronta nuovamente Griffon, sconfiggendolo per la seconda volta. Dopo aver ottenuto degli oggetti necessari per poter accedere ad una parte dell'arena in cui prima era impossibile entrare, vi è l'ultimo scontro con Griffon; nonostante sia più debole del suo avversario e si sia spezzato un'ala poco prima, intende combattere lo stesso perché è molto devoto a Mundus. Griffon implora quindi il suo "Maestro" di concedergli le forze necessarie per finire il combattimento, ma invece di dargli l'aiuto richiesto il re demone lo uccide, manifestando la sua delusione per il fallimento del compito assegnatogli, per poi scomparire nuovamente. Trish compare vicino Dante: quest'ultimo dice alla donna di essere disgustato da tale malvagità e che è pronto ad uccidere il re demone in nome di suo padre.
Rientrato nel castello, vi è il terzo ed ultimo scontro con Nelo Angelo: questa stavolta il demone possiede un volto umano che ricorda quello di Dante, solo con i capelli pettinati all'indietro. Dopo essere stato sconfitto, Nelo Angelo si dissolve nell'oscurità e lascia cadere a terra un pendente uguale a quello di Dante, facendogli capire che egli altri non era che suo fratello gemello Vergil. Infatti i medaglioni furono donati ai due gemelli dalla madre durante un loro compleanno.
Venendo in contatto i due medaglioni si uniscono e trasformano la spada Force Edge, facendole liberare il suo vero potenziale: questa nuova arma prende il nome del leggendario Sparda ed è l'arma che ha utilizzato per combattere contro la sua stessa razza, nella quale è racchiuso il suo potere. Si scopre che i due medaglioni prima formavano un pezzo unico che era appartenuto a Sparda stesso e che è una delle chiavi per poter accedere al mondo demoniaco. Una volta entrato negli inferi, Dante trova a terra Trish che chiede aiuto ma appena si avvicina viene attaccato da Nightmare: durante il combattimento, Trish attacca Dante alle spalle e rivela di essere alleata di Mundus. Era suo compito condurlo lì così che Mundus potesse mandargli contro i sottoposti più forti con lo scopo di ucciderlo. Una volta sconfitto Nightmare, un masso sta per schiacciare Trish ma Dante decide di salvarla comunque: al perché di Trish, egli risponde che l'ha fatto perché è uguale a sua madre ma la esorta a non avvicinarsi a lui, perché essendo un demone non potrà mai e poi mai avere il cuore della sua amata madre. Rimasta sola, Trish ha un breve dialogo con Mundus in cui viene rimproverata per il suo fallimento.
Alla fine Dante raggiunge Mundus, il quale ha finto di aver preso in ostaggio Trish e minaccia di ucciderla qualora Dante reagisca. Al figlio di Sparda non rimane altro che subire i micidiali attacchi avversari, dato che è riluttante all'idea di veder morire Trish a causa della somiglianza che ha con Eva: veder morire Trish sarebbe come veder morire sua madre una seconda volta. Mundus è pronto ad uccidere Dante con un colpo energetico, ma Trish si ribella al suo padrone e subisce il colpo mortale al posto di Dante. Quest'ultimo viene assalito da una grande rabbia, che gli permette di usare appieno il potere di Sparda. Poco prima di combattere, lui e Mundus hanno un breve dialogo: Dante chiede a Mundus perché ha fatto uccidere sua madre ed il demone risponde che l'ha fatto, oltre che per vendetta nei confronti di Sparda, perché non considerava importante la vita della donna dato che egli può creare esseri viventi dal nulla, proprio come ha fatto con Trish. Dante lo zittisce ed inizia lo scontro: Mundus viene sconfitto dallo stesso potere che 2000 anni prima ne aveva decretato l'esilio. Dato che ha compiuto la sua missione, Dante è pronto ad andar via da quel luogo ma prima decide di porgere un ultimo saluto alla salma di Trish: paragona l'eroico gesto della demone a quello della madre e si incolpa dicendo che avrebbe dovuto salvarla ed illuminare la sua anima oscura con la luce. Dante versa delle lacrime sul viso di Trish e lascia vicino al suo corpo la Sparda e l'amuleto completo, augurandole di riposare in pace.
Tornato nel mondo umano, l'isola sta sprofondando e Dante cerca di fuggire, ma a causa di un crollo cade nelle fogne dove compare Mundus ancora vivo. Questa volta il re demone riesce ad avere la meglio sul figlio di Sparda ma ad un certo punto compare Trish, sopravvissuta al colpo mortale di Mundus, che dona parte dei suoi poteri a Dante: grazie ad essi riesce a sparare un potente colpo energetico che rispedisce Mundus nel mondo dei demoni. Prima di scomparire definitivamente, Mundus mette in guardia Dante dicendogli che prima o poi tornerà e che riuscirà governare anche il mondo umano, ma il mezzo demone non appare affatto preoccupato e lo saluta dicendogli che se mai ritornerà sarà suo figlio a fermarlo per l'ennesima volta. Dante e Trish, felici di rivedersi, si abbracciano mentre lei versa lacrime di felicità, il che per Dante significa che è diventata più umana che demone poiché i demoni non piangono mai. Alla fine i due riescono a fuggire dall'isola con un aeroplano custodito nel castello.
Nel filmato dopo i titoli di coda vengono mostrati Dante e Trish che ora lavorano insieme all'agenzia, rinominata "Devil Never Cry".

## Modalità di gioco
Devil May Cry è un gioco d'azione in terza persona caratterizzato principalmente da veloci combattimenti acrobatici. Dante ha a disposizione due pistole semi-automatiche (Ebony e Ivory) e una grande spada.
Il giocatore può trovare durante il gioco altre armi, le quali possono essere da fuoco, come fucili o lanciagranate, oppure da taglio, come le spade. Dante è anche in grado di trasformarsi temporaneamente in un demone (Devil Trigger) diventando più forte, veloce e in grado di volare; inoltre, questa forma sblocca temporaneamente una serie di mosse speciali. Il protagonista potrà attivare il Devil Trigger solo dopo aver riempito una apposita barra uccidendo i nemici sparsi per i livelli, mentre ucciderne altri durante questa trasformazione rallenterà lo svuotamento della barra. Sparse per i livelli possono essere trovate diverse sfere che, se collezionate, possono essere scambiate con nuove abilità e poteri.

### Armi
Armi demoniache
- Force Edge: la prima arma ad essere utilizzata durante il gioco, la Force Edge è una spada appartenuta al padre di Dante, Sparda. Meno potente di Alastor, è disponibile fin dall'inizio del gioco. Non è possibile trasformarsi in demone quando questa spada è equipaggiata.
- Alastor: la prima arma acquisita. Pagando un tributo in sfere rosse è possibile acquistare nuove abilità, utilizzabili quando tale spada è equipaggiata. È resa disponibile al termine della missione numero 2.
- Ifrit: un paio di guanti che permettono di controllare il fuoco. Come per Alastor, pagando un tributo in sfere rosse è possibile acquistare nuove abilità. Nonostante la scarsa agilità si rivela essere una delle armi più potenti del gioco.
- Sparda: la vera forma di Force Edge, questa spada offre anche mosse dalla portata mediamente estesa e, nella 22ª missione, permette a Dante di prendere le sembianze del padre quando si trasforma in demone. Negli altri casi, quindi, sono preferibili le altre armi demoniache.

Armi da fuoco
- Ebony & Ivory: letteralmente "Ebano & Avorio", sono due pistole progettate personalmente da Dante per ottenere la maggior velocità di fuoco possibile. Inizialmente nate con il nome di Luce & Ombra, sono disponibili sin dall'inizio del gioco ma, nonostante questo, vengono utilizzate più di tutte le altre. Hanno un fuoco rapidissimo, munizioni illimitate e sono efficaci sia a lungo raggio che a corto, procurando danni abbastanza elevati.
- Doppietta: arma da fuoco più lenta delle pistole, la doppietta è più potente ed offre un più ampio campo di fuoco. Efficace a corta e media distanza.
- Lanciagranate: come suggerisce il nome, quest'arma da fuoco spara granate shrapnel che hanno un effetto devastante se usate in aree di piccole dimensioni. Queste granate sono anche in grado di infrangere la maschera protettiva dei Blade, rendendoli così più vulnerabili.
- Arpione: l'unica arma utilizzabile sott'acqua, è abbastanza potente.
- Nightmare ß: Arma da fuoco dalla bassa cadenza di fuoco ma i cui colpi sono molto potenti e possono rimbalzare su pareti e nemici diverse volte prima di esaurirsi. L'arma risulta molto efficace se si sceglie di sacrificare il proprio potere demoniaco (se disponibile) al fine di caricare un singolo colpo dalla potenza devastante, ma non sortisce alcun effetto contro il boss Nightmare.

### Livelli di difficoltà
Il gioco può essere affrontato a quattro diversi livelli di difficoltà:
- Facile automatica: sbloccabile dopo aver usato o una Stella Vitale nella prima missione, o una Sfera Gialla nella prima o nella seconda missione o dopo aver consumato due Sfere Gialle nella terza missione a difficoltà Normale. È caratterizzata dalla barra della vita e della modalità demone raddoppiate (e in modalità demone a vita si rigenererà a una velocità doppia), nemici molto meno forti e resistenti, dalla totale assenza di alcuni nemici (alcuni saranno rimossi completamente, come i Frosts e i Fetishes, mentre altri, come gli Shadow, saranno presenti solo in alcune missioni segrete), dalla possibilità di effettuare combinazioni di mosse premendo sempre lo stesso tasto, la disponibilità immediata di alcune abilità sbloccabili progredendo nel gioco, e prezzi ridotti per acquistare potenziamenti. Non sarà più possibile passare ai livelli di difficoltà superiori una volta impostato questo livello di difficoltà.
- Normale: la modalità standard del gioco, l'unica disponibile fin dall'inizio.
- Difficile: viene sbloccata terminando la modalità Normale. Presenta nemici molto più forti e resistenti, nonché la sostituzione di mostri più deboli con altri più pericolosi in certe zone e un incremento elevatissimo dei prezzi dell'oggettistica. Se terminata sblocca "Il Leggendario Cavaliere Nero", giocabile al posto di Dante e con le sembianze di Sparda sia umano che demone; sarà possibile usarlo anche negli altri livelli di difficoltà.
- Dante Must Die (Dante Deve Morire): viene sbloccata terminando la modalità Difficile. I nemici sono ancora più pericolosi e se restano troppo a lungo in vita possono assumere una specie di modalità demone, che li rende estremamente più forti e resistenti. Questa trasformazione non riguarda i boss, ad eccezione di Nightmare, che la possiede anche nelle altre difficoltà. Finendo questa modalità si sblocca "Super Dante", personaggio giocabile al posto del normale Dante e dalla modalità demone infinita. È possibile usare questo personaggio negli altri livelli di difficoltà.

## Nemici
Gli avversari con cui Dante avrà a che fare sono demoni di varie forme:
- Marionette: sono i demoni più diffusi, mossi da oscuri poteri (si possono vedere in controluce i fili che li muovono). I loro movimenti sono sconnessi, eppure sono molto agili. Utilizzano armi di vario tipo, come coltelli, lame a mezza luna e più raramente pistole. Possono lanciare le loro armi da taglio, e in particolare le lame a mezza luna possono aggirare gli ostacoli. Sono anche in grado di avvinghiarsi a Dante o persino bloccarlo coi loro stessi fili demoniaci.
- Bloody Mary: una varietà di marionette, di colore rosso. Molto simili alle altre, ma leggermente più pericolose.
- Fetish: versione potenziata delle marionette, le loro armi sono degli anelli infuocati con cui possono anche soffiare fiamme su Dante. Se affrontati con attacchi uguali fra loro riescono a difendersi e a sferrare un pesante contrattacco. Se si sa come evitare le loro fiamme diventano abbastanza banali.
- Sin Scissors: pericolosi demoni che si nascondono dentro delle maschere per mantenere una forma solida in questo mondo e che difatti sono il loro punto debole. Volano attaccando con delle gigantesche cesoie e possono attraversare le pareti. Esiste una variante chiamata Death Scissor, con un teschio caprino al posto della maschera, che possiede molti più schemi d'attacco ed è molto più pericolosa. Quest'ultima ha la peculiarità di intrappolare Dante in una barriera composta da ossa animali, costringendolo a combattere in un'area ristretta.
- Sin Scythes: del tutto simili ai Sin Scissors se non per il fatto di essere armati con una falce al posto delle cesoie. Hanno gli stessi poteri delle Sin Scissors ma attaccano in maniera leggermente diversa (solitamente lanciano le falci all'inseguimento di Dante). Anche per loro esiste una versione potenziata, le Death Scythes, molto più pericolose: sono in grado di generare dei tornado con cui scagliare in alto chi affrontano ed utilizzano quattro falci contemporaneamente quando sono infuriate.
- Sargasso: teschi volanti che attaccano il giocatore quando si avvicina, a volte emanando una specie di gas dalla bocca. Esiste anche una versione potenziata all'interno del corpo di Nightmare, che attacca solo quando tutti gli altri Sargasso vengono sconfitti. Se si evitano i loro morsi diventano abbastanza semplici da eliminare.
- Shadow: delle ombre che prendono generalmente una forma felina ma che per attaccare si deformano trasformandosi in lame, punte e bocche gigantesche. Sono fra i nemici più pericolosi, in quanto attaccano con altissima frequenza e sono immuni alle armi bianche, alle quali rispondono scagliando dei proiettili energetici. L'unico modo per ucciderle è sparargli fino a che non compare il globo al loro interno, che può essere preso a spadate. Quando stanno per morire assumono un colore rossastro e cercano di catturare Dante per poi autodistruggersi insieme a lui, altrimenti esplodono dopo alcuni secondi se non riescono nell'intento.
- Blade: mostri rettiliformi dotati di armatura. Attaccano sempre in branco e possono essercene alcuni più grossi degli altri, veloci quanto loro ma più forti e resistenti, che assumono un colore rossastro in punto di morte. Oltre alle artigliate possono lanciare degli aculei.
- Frost: molto simili ai Blade, sono la loro variante "ghiacciata". Rispetto ai Blade hanno la possibilità di creare stalattiti di ghiaccio e sono molto più pericolosi. Nelle aree più grandi si scompongono spesso in particelle per compiere spostamenti velocissimi e ferire Dante se incrocia la loro traiettoria. La loro resistenza è molto elevata ma il loro punto debole è Ifrit, poiché il fuoco è devastante contro la loro essenza.
- Plasma: questi mostri luminosi possono trasformarsi in pipistrelli o in Dante stesso. Se assumono la prima forma volano e lanciano raggi ed onde; se prendono le sembianze di Dante possono attaccare con le tecniche di Alastor e Ifrit. Oltretutto se colpiti possono anche moltiplicarsi.
- Ciclopi: grossi ragni di pietra molto simili al boss Phantom. Non hanno il potere del fuoco, ma usano tutti gli altri attacchi e appaiono sempre in coppia.
- Nobody: molto pericolosi, inizialmente sono piccoli e deboli, ma possono indossare una maschera che ne aumenta dimensioni e potenza; se però verrà distrutta non potranno mantenere la metamorfosi. Questi mostri deformi attaccano con calci, bava corrosiva e bulbi che se toccati esplodono. Fanno movimenti improvvisi e gli attacchi monotoni contro di loro risultano inefficaci. Il loro corpo è fatto interamente da tossine, per cui una volta morti la loro decomposizione, in grado di spargerle, li rende ancora pericolosi.

### Boss
- Phantom: un enorme ragno di pietra con la coda da scorpione, nel cui corpo scorre lava. È il primo boss che si affronta; può generare colonne di fuoco che sorgono dal terreno e sputare meteore. I suoi unici punti deboli sono la bocca e la schiena, e se lo si colpisce molte volte il suo fuoco interiore si spegne, rendendolo vulnerabile per un tempo limitato.
- Nelo Angelo: un cavaliere dal corpo simile ad un'armatura nera attraversata da lineamenti luminosi. Ha delle corna sulla testa, occhi gialli ed indossa un grande mantello porpora scuro. Combatte utilizzando un grande spadone che può avvolgere in una fiamma azzurra e può generare delle sfere di energia e delle "lame fantasma". A dispetto della sua natura di demone, ha un suo codice d'onore e i combattimenti con Dante, il cui stile si avvicina molto a quello di Nelo Angelo, assomigliano molto a quelli dei duelli.
- Griffon: un gigantesco grifone la cui testa è formata da tante altre teste più piccole. Bersaglia Dante con sfere d'energia, raggi rossi, folate di vento e scariche di elettricità. Dopo esser stato sconfitto definitivamente da Dante, verrà disintegrato da Mundus per aver fallito nel suo incarico. Mentre affronta Dante ammette che forse i suoi poteri sono addirittura superiori a quelli di suo padre Sparda.
- Nightmare: questo demone gelatinoso non può essere attaccato prima di aver attivato gli interruttori presenti nella stanza, e anche dopo bisognerà aspettare che il suo nucleo esca dal corpo metallico, che possiede un vasto arsenale di attacchi. Se si viene risucchiati nella melma che lo costituisce si è trasportati in una dimensione parallela, dalla quale si esce uccidendo dei Sargasso e poi un boss già affrontato in precedenza.
- Mundus: il re dei demoni e l'antagonista principale, nonché ultimo boss, del gioco. In origine, appare come una gigantesca statua con tre occhi, che ricorda vagamente un Buddha, per poi mutare in una statua dotata di maestose ali dall'aspetto più simile a quelle greche. Alla fine dei combattimenti, mostrerà il suo interno composto da un'infinità di demoni vermiformi.

## Sviluppo
Devil May Cry era stato pianificato come il quarto capitolo della saga di Resident Evil, ma fin dall'inizio del suo sviluppo era chiaro che si sarebbe allontanato troppo dai canoni della serie e gli sviluppatori hanno quindi deciso di renderlo un gioco completamente nuovo.
Inizialmente il design di Dante era leggermente diverso; non indossava infatti un cappotto rosso, che è stato aggiunto nella versione finale.

## Accoglienza
Il gioco originale ha sviluppato un seguito di fan piuttosto vasto ed è diventato in breve una killer application per la PlayStation 2.

## Seguito
Devil May Cry ha dato il via ad una fortunata serie di videogiochi, che comprende tre giochi per PlayStation 2, uno per PlayStation 3 e uno per PlayStation 4. La serie vanta anche uno spin-off, DmC Devil May Cry, realizzato per PlayStation 3, e due serie anime:Devil may cry (2007) e Devil may cry (2025)